# Biagio D'Angelo
Biagio D'Angelo  (Messina, 1967) é Professor Doutor de Teoria, Crítica e História da Arte no Instituto de Arte da Universidade de Brasília e Bolsista de Produtividade em Pesquisa 2 (CNPq). Formado em Língua e Literatura Russa, pela Universidade de Veneza Ca' Fóscari, onde estudou com a comparatista e pesquisadora de literaturas clássicas e armênia Paola Mildonian e com o renomado estudioso Vittorio Strada, defendeu seu mestrado sobre "A narrativa russa de Vladimir Nabókov". Em 1998 obteve o grau de Doutor em Teoria Literária e Literatura Comparada pela Universidade Russa De Estudos Humanísticos (RGGU), sob a orientação do comparatista e folclorista Eleazar M. Meletinski, com uma tese sobre a parodia na literatura medieval europeia. Depois de um período de pesquisa na Katholieke Universiteit Leuven (vrij medewerker), foi Professor de Literatura Comparada em algumas universidades internacionais (Peru e Hungria) e foi professor professor de Literatura Comparada e Teoria Literária do Programa de Pós-Graduação em Letras da Pontifícia Universidade Católica do Rio Grande do Sul. Foi Presidente do Comitê Internacional de Estudos Latino-americanos (2007-2010) da AILC/ICLA (Associação Internacional de Literatura Comparada). Realizou um Pós-Doutorado Senior na Universidade Paris VIII Saint-Denis sob a supervisão de François Soulages (2017-2018). Atualmente é Presidente do RETINA.Internacional em Brasília. Entre seus múltiplos campos de interesse, destacam-se as imbricações entre textualidade e visualidade; enciclopédias e enciclopedismo; estética do objeto; livro-objeto; teoria da literatura e da arte; literatura de viagem; utopias e distopias; questões de semiótica; relações entre a antiguidade e sua recepção na contemporaneidade. Dentro das suas publicações acadêmicas, destacam-se ainda ensaios sobre autores latino-americanos, as relações entre cultura e visualidade, os mitos nas literaturas americanas. Publicou também três livros de poesias. Entre suas publicações mais recentes: Espaces. Topographies et imaginaires. Écrits parisiens 2017-2018, 1 (Paris: L'Harmattan, 2018); Espace-Temps. Proust et les créations contemporaines. Écrits parisiens 2017-2018, 3 (Paris: L'Harmattan, 2018). Venceu em 2012 o Prêmio Jabuti na categoria literatura infantil pelo livro Benjamin - Poema com desenhos e músicas, publicado pela Editora Melhoramentos. com os trabalhos da artista visual Thais Beltrame. Desde 2012 faz parte do Acervo Básico da FNLIJ (Fundação Nacional de Literatura Infantil e Juvenil)